# Mésange petit-deuil
Melaniparus afer
Espèce
Statut de conservation UICN

 LC  : Préoccupation mineure
La Mésange petit-deuil (Melaniparus afer), ou Mésange grise australe, est une espèce de passereaux de la famille des paridés. Elle se rencontre dans les fruticées tropicales ou subtropicales sèches et les broussailles de type méditerranéen du Lesotho et d'Afrique du Sud.
Autrefois classée parmi les nombreux représentants du genre Parus, l'espèce est reclassée dans le genre Melaniparus après la publication en 2013 d'une analyse phylogénétique moléculaire montrant que les membres de ce nouveau genre forment un clade distinct,.